# 1 500 mètres nage libre féminin aux championnats du monde de natation 2023
Cet article traite de l'épreuve féminine. Pour la compétition masculine, voir 1 500 mètres nage libre masculin aux championnats du monde de natation 2023.
Le 1 500 mètres nage libre féminin est une épreuve de natation sportive des championnats du monde de natation 2023. Elle a lieu les 24 et 25 juillet 2023 à Fukuoka au Japon.

## Records
Avant cette compétition, les records dans cette discipline étaient :
| Record du monde       | 15 min 20 s 48 | Katie Ledecky | 16 mai 2018 | Indianapolis, États-Unis |
| Record du championnat | 15 min 25 s 48 | Katie Ledecky | 4 août 2015 | Kazan, Russie            |

## Résultats détaillés
Les 8 meilleurs temps se qualifient pour la finale (Q).

### Séries
| Rang | Série | Ligne | Nageuse                    | Pays             | Temps          | Commentaire        |
| ---- | ----- | ----- | -------------------------- | ---------------- | -------------- | ------------------ |
| 1    | 4     | 4     | Katie Ledecky              | États-Unis       | 15 min 41 s 22 | Q                  |
| 2    | 4     | 3     | Simona Quadarella          | Italie           | 15 min 55 s 05 | Q                  |
| 3    | 4     | 5     | Lani Pallister             | Australie        | 15 min 58 s 11 | Q                  |
| 4    | 3     | 5     | Li Bingjie                 | Chine            | 15 min 58 s 81 | Q                  |
| 5    | 3     | 2     | Isabel Marie Gose          | Allemagne        | 15 min 59 s 67 | Q                  |
| 6    | 4     | 6     | Anastasiia Kirpichnikova   | France           | 16 min 0 s 40  | Q, Record national |
| 7    | 3     | 4     | Katie Grimes               | États-Unis       | 16 min 1 s 47  | Q                  |
| 8    | 4     | 7     | Beatriz Pimenta Dizotti    | Brésil           | 16 min 1 s 95  | Q, Record national |
| 9    | 3     | 3     | Moesha Johnson             | Australie        | 16 min 5 s 01  |                    |
| 10   | 4     | 1     | Kristel Köbrich            | Chili            | 16 min 11 s 25 |                    |
| 11   | 3     | 6     | Gao Weizhong               | Chine            | 16 min 12 s 94 |                    |
| 12   | 3     | 9     | Emma Finlin                | Canada           | 16 min 15 s 77 |                    |
| 13   | 4     | 0     | Yukimi Moriyama            | Japon            | 16 min 18 s 66 |                    |
| 14   | 2     | 1     | Gan Ching Hwee             | Singapour        | 16 min 20 s 88 | Record national    |
| 15   | 4     | 9     | Angela Martinez Guillen    | Espagne          | 16 min 24 s 38 |                    |
| 16   | 2     | 4     | Caitlin Deans              | Nouvelle-Zélande | 16 min 24 s 56 |                    |
| 17   | 3     | 1     | Eve Thomas                 | Nouvelle-Zélande | 16 min 24 s 88 |                    |
| 18   | 2     | 5     | Alisée Pisane              | Belgique         | 16 min 25 s 15 |                    |
| 19   | 4     | 2     | Viktória Mihályvári-Farkas | Hongrie          | 16 min 25 s 16 |                    |
| 20   | 3     | 0     | Tamila Holub               | Portugal         | 16 min 30 s 39 |                    |
| 21   | 3     | 7     | Viviane Jungblut           | Brésil           | 16 min 30 s 99 |                    |
| 22   | 2     | 6     | Nora Fluck                 | Hongrie          | 16 min 34 s 63 |                    |
| 23   | 3     | 8     | Paula Otero Fernandez      | Espagne          | 16 min 38 s 73 |                    |
| 24   | 4     | 8     | Merve Tuncel               | Turquie          | 16 min 39 s 30 |                    |
| 25   | 2     | 2     | Imani de Jong              | Pays-Bas         | 16 min 51 s 22 |                    |
| 26   | 2     | 7     | Han Da-kyung               | Corée du Sud     | 17 min 1 s 57  |                    |
| 27   | 1     | 4     | Maria Bramant-Arias Garcia | Pérou            | 17 min 4 s 19  |                    |
| 28   | 2     | 3     | Diana Durães               | Portugal         | 17 min 5 s 18  |                    |
| 29   | 1     | 5     | Diana Taszhanova           | Kazakhstan       | 17 min 9 s 98  |                    |
| 30   | 2     | 8     | Võ Thị Mỹ Thiện            | Viêt Nam         | 17 min 25 s 13 |                    |
| 31   | 1     | 3     | Malak Meqdar               | Maroc            | 17 min 46 s 69 |                    |

### Finale
| Rang               | Ligne | Nageuse                  | Pays       | Temps          | Commentaire     |
| ------------------ | ----- | ------------------------ | ---------- | -------------- | --------------- |
| Médaille d'or      | 4     | Katie Ledecky            | États-Unis | 15 min 26 s 27 |                 |
| Médaille d'argent  | 5     | Simona Quadarella        | Italie     | 15 min 43 s 31 |                 |
| Médaille de bronze | 6     | Li Bingjie               | Chine      | 15 min 45 s 71 |                 |
| 4                  | 7     | Anastasiia Kirpichnikova | France     | 15 min 48 s 53 | Record national |
| 5                  | 3     | Lani Pallister           | Australie  | 15 min 49 s 17 |                 |
| 6                  | 2     | Isabel Marie Gose        | Allemagne  | 15 min 54 s 58 |                 |
| 7                  | 8     | Beatriz Pimentel Dizotti | Brésil     | 16 min 3 s 70  |                 |
| 8                  | 1     | Katie Grimes             | États-Unis | 16 min 4 s 21  |                 |